# Веттер (Рур)
Веттер (нім. Wetter) — місто в Німеччині, розташоване в землі Північний Рейн-Вестфалія. Підпорядковується адміністративному округу Арнсберг. Входить до складу району Еннепе-Рур.
Міська територія — 31,47 км2. Населення становить 27 269 ос. (станом на 31 грудня 2020).